# Рахтла-Ківіярв
Рахтла-Ківіярв (ест. Rahtla Kivijärv, інші назви ест. Kivijärv, Pisike Kaanda järv) — озеро в Естонії, що розташоване на острові Сааремаа, у волості Мустьяла.